# Ито Хиробуми
Принц Ито Хиробуми (на японски: 伊藤 博文) е японски политик, първият министър-председател на Япония. Един от основоположниците на съвременна Япония, той играе важна роля при създаването на Конституцията Мейджи и на японския парламент.
Осиновен син на самурай, самият Ито Хиробуми става самурай през 1863 г., но след като посещава Англия през същата година, той се убеждава в необходимостта от модернизация на Япония по западен модел. След Реставрацията Мейджи Ито заема различни постове в правителството, като през 1878 г. става вътрешен министър, а от 1881 г. фактически е начело на кабинета. Привърженик на конституционното управление, Ито основава една от първите политически партии в страната, Рикенсейюкай. През 1885 г. той създава Министерски съвет по европейски модел и става първият министър-председател. На този пост той сключва Тяндзинската конвенция с Китай.
През 1888 г. Ито Хиробуми се оттегля от поста министър-председател, но остава начело на Тайния съвет и ръководи подготовката на Конституцията Мейджи, приета през 1889. Отново начело на правителството през 1892 г. – 1896 г., той подкрепя Китайско-японската война и през 1895 г. участва в сключването на Договора от Шимоносеки, заедно със своя външен министър Муцу Мунемицу. След войната оглавява партията Сейюкай, противопоставяща се на Ямагата Аритомо. Отново министър-председател през 1898 – 1899 г. и 1900 – 1901 г., Ито Хиробуми се опитва да постигне споразумение с Русия, преди да бъде отстранен от поста от по-милитаристично настроени политици. Въпреки това, той запазва влиянието си и при следващите правителства.
През 1906 г., след Руско-японската война и окупацията на Корея, Ито Хиробуми е назначен за генерал-губернатор. Той принуждава крал Годжон да абдикира в полза на сина си Сунджон и прокарва Японско-корейската конвенция от 1907 г., която дава на Япония значителен контрол върху вътрешните работи на Корея. Въпреки че напуска поста на генерал-губернатор, през 1909 г. Ито е застрелян и убит в Харбин от корейския националист Ан Чун-гун. Смъртта му е използвана като повод за пълното анексиране на Корея от Япония през 1910 г.